# Ecuadoraans voetbalelftal in 2003
Het Ecuadoraans voetbalelftal speelde in totaal tien interlands in het jaar 2003, waaronder vier wedstrijden in de kwalificatiereeks voor het WK voetbal 2006 in Duitsland. De selectie stond voor het vierde jaar op rij onder leiding van bondscoach Hernán Darío Gómez. Op de FIFA-wereldranglijst zakte Ecuador in 2003 van de 31ste (januari 2003) naar de 37ste plaats (december 2003).

## Balans
| Wedstrijden | Wedstrijden | Wedstrijden | Wedstrijden | Doelpunten | Doelpunten | Doelpunten | Punten |
| Gespeeld    | Winst       | Gelijk      | Verlies     | Voor       | Tegen      | Saldo      | Punten |
| ----------- | ----------- | ----------- | ----------- | ---------- | ---------- | ---------- | ------ |
| 10          | 4           | 3           | 3           | 10         | 10         | 0          | 1.100  |

## Interlands
|                                                       |                         |       |         |                                                                                  |
| 9 februari Vriendschappelijk № 327 «onderlinge duels» | Ecuador                 | 1 – 0 | Estland | Estadio Modelo, Guayaquil Toeschouwers: 12.000 Scheidsrechter: Pedro Ramos (ECU) |
| 9 februari Vriendschappelijk № 327 «onderlinge duels» | Iván Hurtado 90' (pen.) |       |         | Estadio Modelo, Guayaquil Toeschouwers: 12.000 Scheidsrechter: Pedro Ramos (ECU) |

|                                                        |                                       |       |                          |                                                                                          |
| 12 februari Vriendschappelijk № 328 «onderlinge duels» | Ecuador                               | 2 – 1 | Estland                  | Estadio Olímpico Atahualpa, Quito Toeschouwers: 3.000 Scheidsrechter: Byron Moreno (ECU) |
| 12 februari Vriendschappelijk № 328 «onderlinge duels» | Jhonny Baldeón 24' Jhonny Baldeón 48' |       | 68' Vjatšeslav Zahovaiko | Estadio Olímpico Atahualpa, Quito Toeschouwers: 3.000 Scheidsrechter: Byron Moreno (ECU) |

|                                                     |                                                                                        |       |         |                                                                                                 |
| 30 april Vriendschappelijk № 329 «onderlinge duels» | Spanje                                                                                 | 4 – 0 | Ecuador | Estadio Vicente Calderón, Madrid Toeschouwers: 45.000 Scheidsrechter: Sergo Kvaratskhelia (GEO) |
| 30 april Vriendschappelijk № 329 «onderlinge duels» | Xavi de Pedro 15' Fernando Morientes 21' Fernando Morientes 23' Fernando Morientes 64' |       |         | Estadio Vicente Calderón, Madrid Toeschouwers: 45.000 Scheidsrechter: Sergo Kvaratskhelia (GEO) |

|                                                   |          |       |         |                                                                                            |
| 8 juni Vriendschappelijk № 330 «onderlinge duels» | Colombia | 0 – 0 | Ecuador | Estadio Vicente Calderón, Madrid Toeschouwers: 6.000 Scheidsrechter: Antonio Rubinos (ESP) |
| 8 juni Vriendschappelijk № 330 «onderlinge duels» |          |       |         | Estadio Vicente Calderón, Madrid Toeschouwers: 6.000 Scheidsrechter: Antonio Rubinos (ESP) |

|                                                    |                                         |       |                                      |                                                                                       |
| 11 juni Vriendschappelijk № 331 «onderlinge duels» | Ecuador                                 | 2 – 2 | Peru                                 | Giants Stadium, East Rutherford Toeschouwers: 7.000 Scheidsrechter: Kevin Terry (USA) |
| 11 juni Vriendschappelijk № 331 «onderlinge duels» | Otilino Tenorio 27' Otilino Tenorio 74' |       | 42' Roberto Silva 52' Andrés Mendoza | Giants Stadium, East Rutherford Toeschouwers: 7.000 Scheidsrechter: Kevin Terry (USA) |

|                                                                  |                                     |       |           |                                                                                    |
| 20 augustus Vriendschappelijk № 332 «onderlinge duels» 19:30 uur | Ecuador                             | 2 – 0 | Guatemala | Estadio Bellavista, Ambato Toeschouwers: 25.023 Scheidsrechter: Segundo Díaz (ECU) |
| 20 augustus Vriendschappelijk № 332 «onderlinge duels» 19:30 uur | Jhonny Baldeón 6' Álex Aguinaga 50' |       |           | Estadio Bellavista, Ambato Toeschouwers: 25.023 Scheidsrechter: Segundo Díaz (ECU) |

|                                                                |                                         |       |           |                                                                                           |
| 6 september WK-kwalificatie № 333 «onderlinge duels» 16:00 uur | Ecuador                                 | 2 – 0 | Venezuela | Estadio Olímpico Atahualpa, Quito Toeschouwers: 14.997 Scheidsrechter: Rubén Selman (CHI) |
| 6 september WK-kwalificatie № 333 «onderlinge duels» 16:00 uur | Giovanni Espinoza 6' Carlos Tenorio 67' |       |           | Estadio Olímpico Atahualpa, Quito Toeschouwers: 14.997 Scheidsrechter: Rubén Selman (CHI) |

|                                                                 |                |       |         |                                                                                        |
| 10 september WK-kwalificatie № 334 «onderlinge duels» 20:45 uur | Brazilië       | 1 – 0 | Ecuador | Estádio Vivaldo Lima, Manaus Toeschouwers: 36.601 Scheidsrechter: Luis Solorzano (VEN) |
| 10 september WK-kwalificatie № 334 «onderlinge duels» 20:45 uur | Ronaldinho 13' |       |         | Estádio Vivaldo Lima, Manaus Toeschouwers: 36.601 Scheidsrechter: Luis Solorzano (VEN) |

|                                                                |                                       |       |                   | |
| 15 november WK-kwalificatie № 335 «onderlinge duels» 19:20 uur | Paraguay                              | 2 – 1 | Ecuador           | Estadio Defensores del Chaco, Asunción Toeschouwers: 12.000 Scheidsrechter: Juan Carlos Paniagua (BOL) |
| 15 november WK-kwalificatie № 335 «onderlinge duels» 19:20 uur | Roque Santa Cruz 29' José Cardozo 70' |       | 58' Edison Méndez | Estadio Defensores del Chaco, Asunción Toeschouwers: 12.000 Scheidsrechter: Juan Carlos Paniagua (BOL) |

|                                                                |         |       |      |                                                                                                |
| 19 november WK-kwalificatie № 336 «onderlinge duels» 17:00 uur | Ecuador | 0 – 0 | Peru | Estadio Olímpico Atahualpa, Quito Toeschouwers: 34.361 Scheidsrechter: Epifanio González (PAR) |
| 19 november WK-kwalificatie № 336 «onderlinge duels» 17:00 uur |         |       |      | Estadio Olímpico Atahualpa, Quito Toeschouwers: 34.361 Scheidsrechter: Epifanio González (PAR) |

## FIFA-wereldranglijst
| JAN | FEB | MAR | APR | MEI | JUN | JUL | AUG | SEP | OKT | NOV | DEC |
| --- | --- | --- | --- | --- | --- | --- | --- | --- | --- | --- | --- |
| 31  | 31  | 29  | 33  | 33  | 36  | 38  | 37  | 33  | 35  | 36  | 37  |

## Statistieken
| José Cevallos      | 1971-04-17 | Barcelona SC          | 8  | 0 | 0 | 74  | 0  |
| Jacinto Espinoza   | 1969-11-24 | LDU Quito             | 2  | 0 | 0 |     |    |
| Verdediging        |            |                       |    |   |   |     |    |
| Iván Hurtado       | 1974-08-16 | Real Murcia           | 10 | 0 | 1 | 107 | 5  |
| Giovanny Espinoza  | 1977-04-12 | LDU Quito             | 8  | 1 | 1 | 30  | 2  |
| Ulises de la Cruz  | 1974-02-08 | Aston Villa           | 7  | 0 | 0 | 64  | 3  |
| Fricson George     | 1974-09-16 | Barcelona SC          | 4  | 2 | 0 | 10  | 0  |
| Neicer Reasco      | 1977-07-23 | LDU Quito             | 4  | 0 | 0 | 9   | 0  |
| Augusto Poroso     | 1974-04-13 | Club Sport Emelec     | 2  | 1 | 0 | 35  | 0  |
| Kléber Corozo      | 1975-09-16 | El Nacional           | 2  | 0 | 0 | 2   | 0  |
| Luis Capurro       | 1961-05-01 | Santa Rita Vinces     | 1  | 0 | 0 | 100 | 1  |
| Middenveld         |            |                       |    |   |   |     |    |
| Edison Méndez      | 1979-03-16 | CD Irapuato           | 9  | 1 | 1 | 40  | 4  |
| Marlon Ayoví       | 1971-09-27 | Deportivo Quito       | 8  | 1 | 0 | 42  | 0  |
| Cléber Chalá       | 1971-06-29 | El Nacional           | 8  | 1 | 0 | 79  | 5  |
| Alfonso Obregón    | 1972-05-12 | LDU Quito             | 6  | 1 | 0 |     |    |
| Edwin Tenorio      | 1976-06-16 | Barcelona SC          | 5  | 0 | 0 | 47  | 0  |
| Álex Aguinaga      | 1968-07-09 | Necaxa Aguascalientes | 3  | 2 | 1 | 105 | 23 |
| Paul Ambrosi       | 1980-10-14 | LDU Quito             | 1  | 1 | 0 | 2   | 0  |
| José Gavica        | 1969-01-08 | Barcelona SC          | 1  | 1 | 0 | 34  | 4  |
| Roberto Miña       | 1984-11-07 | Club Sport Emelec     | 1  | 1 | 0 | 2   | 0  |
| Wellington Sánchez | 1974-06-19 | Club Sport Emelec     | 1  | 1 | 0 | 41  | 3  |
| Luis Saritama      | 1983-10-20 | Deportivo Quito       | 1  | 1 | 0 | 2   | 0  |
| Walter Ayoví       | 1979-08-11 | Barcelona SC          | 1  | 0 | 0 | 5   | 0  |
| Luis Gómez         | 1972-05-20 | Barcelona SC          | 1  | 0 | 0 | 12  | 1  |
| Santiago Morales   | 1979-05-03 | Deportivo Quito       | 1  | 0 | 0 |     |    |
| Segundo Castillo   | 1982-05-15 | El Nacional           | 0  | 1 | 0 |     |    |
| Aanval             |            |                       |    |   |   |     |    |
| Carlos Tenorio     | 1979-05-14 | Al-Sadd               | 4  | 2 | 1 | 21  | 4  |
| Otilino Tenorio    | 1980-02-01 | Al-Nassr              | 3  | 2 | 2 | 7   | 2  |
| Jhonny Baldeón     | 1981-06-15 | Deportivo Quito       | 3  | 1 | 3 | 5   | 3  |
| Ebelio Ordóñez     | 1972-11-03 | El Nacional           | 2  | 2 | 0 | 11  | 0  |
| Franklin Salas     | 1981-08-30 | LDU Quito             | 1  | 4 | 0 | 8   | 0  |
| Nicolás Asencio    | 1975-04-26 | Barcelona SC          | 1  | 1 | 0 | 20  | 0  |
| Iván Kaviedes      | 1977-10-24 | Deportivo Quito       | 1  | 1 | 0 | 32  | 11 |
| Ángel Fernández    | 1971-08-02 | El Nacional           | 0  | 4 | 0 | 74  | 12 |
| Walter Calderón    | 1977-10-17 | Deportivo Cuenca      | 0  | 2 | 0 | 2   | 0  |

FEF · A-internationals · Bondscoaches · Selecties · Statistieken · Ecuadoraans vrouwenelftal · Olympisch elftal · Ecuador U21 · Ecuador U20 · Ecuador U18 · Ecuador U17
1938 – 1949 ·
1950 – 1959 ·
1960 – 1969 ·
1970 – 1979 ·
1980 – 1989 ·
1990 – 1999 ·
2000 – 2009 ·
2010 – 2019 ·
2020 − 2029
WK 2002 · 
WK 2006 · 
WK 2014
1938 · 
1939 · 
1940 · 
1941 · 
1942 · 
1943 · 1944 · 
1945 · 
1946 · 
1947 · 
1948 · 
1949 · 
1950 · 1951 · 1952 · 
1953 · 
1954 · 
1955 · 
1956 · 
1957 · 
1958 · 
1959 · 
1960 · 
1961 · 1962 · 
1963 · 
1964 · 
1965 · 
1966 · 
1967 · 1968 · 
1969 · 
1970 · 
1971 · 
1972 · 
1973 · 
1974 · 
1975 · 
1976 · 
1977 · 
1978 · 
1979 · 
1980 · 
1981 · 
1982 · 
1983 · 
1984 · 
1985 · 
1986 · 
1987 · 
1988 · 
1989 · 
1990 · 
1991 · 
1992 · 
1993 · 
1994 · 
1995 · 
1996 · 
1997 · 
1998 · 
1999 · 
2000 · 
2001 · 
2002 · 
2003 · 
2004 · 
2005 · 
2006 · 
2007 · 
2008 · 
2009 · 
2010 · 
2011 · 
2012 · 
2013 · 
2014 · 
2015 · 
2016 · 
2017 ·
2018 ·
2019 ·
2020 ·
2021 ·
2022
Argentinië ·
Armenië ·
Australië ·
Bolivia · 
Brazilië ·
Bulgarije ·
Canada ·
Chili ·
Colombia ·
Costa Rica ·
Cuba ·
Denemarken ·
DDR ·
Duitsland ·
El Salvador ·
Engeland ·
Estland ·
Finland ·
Frankrijk ·
Griekenland ·
Guatemala ·
Haïti ·
Honduras ·
Ierland ·
Irak ·
Iran ·
Italië ·
Jamaica ·
Japan ·
Joegoslavië ·
Jordanië ·
Kaapverdië ·
Koeweit ·
Kroatië · 
Libanon ·
Mexico ·
Nederland ·
Nigeria ·
Noord-Macedonië ·
Oeganda ·
Oman ·
Panama ·
Paraguay ·
Peru ·
Polen ·
Portugal ·
Qatar ·
Roemenië ·
Saoedi-Arabië ·
Schotland ·
Senegal ·
Spanje ·
Trinidad en Tobago ·
Turkije · 
Uruguay ·
Venezuela ·
Verenigde Staten ·
Wit-Rusland ·
Zambia ·
Zuid-Afrika ·
Zuid-Korea ·
Zweden ·
Zwitserland
Costa Rica (2006) · 
Duitsland (2006) · 
Engeland (2006) · 
Frankrijk (2014) · 
Honduras (2014) · 
Nederland (2022) · 
Polen (2006) · 
Qatar (2022) · 
Zwitserland (2014)